# 考森
考森是德国莱茵兰-普法尔茨州的一个市镇。总面积3.61平方公里，总人口791人，其中男性407人，女性384人（2011年12月31日），人口密度219人/平方公里。